# Lindernia dianthera
Lindernia dianthera é uma espécie botânica do gênero Lindernia pertencente à família Linderniaceae.